# 영구아트무비
영구아트무비는 1993년 4월 심형래가 설립한 대한민국의 영화 제작사이다. 영구와 공룡 쮸쮸, 디 워, 라스트 갓파더 등의 영화를 제작했다.
2011년 7월 22일 계속된 적자와 임금 체불로 전직원을 해고한 후 폐업했다.

## 같이 보기
- 심형래
- 디 워
- 서울오곡초등학교

## 참조
1. ↑  “마케팅 광고제작 - 영구아트”. 2016년 3월 4일에 원본 문서에서 보존된 문서. 2012년 8월 10일에 확인함.
2. ↑  전아람 (2011년 9월 3일). “심형래, 영화제작사 '영구아트무비' 사실상 폐업”. 티브이데일리. [깨진 링크(과거 내용 찾기)]